# Citlivost klimatu
Citlivost klimatu je klíčovým ukazatelem ve vědě o klimatu a popisuje, o kolik se oteplí zemský povrch při zdvojnásobení koncentrací oxidu uhličitého (CO2) v atmosféře. Formální definice citlivosti klimatu zní: „Změna povrchové teploty v reakci na změnu koncentrace oxidu uhličitého (CO2) v atmosféře nebo jiné radiační síly.“ Tento pojem pomáhá vědcům pochopit rozsah a velikost účinků změny klimatu.
Zemský povrch se otepluje jako přímý důsledek zvýšené koncentrace CO2 v atmosféře a také zvýšené koncentrace dalších skleníkových plynů, jako je oxid dusný a metan. Zvyšující se teploty mají na klimatický systém sekundární účinky. Tyto sekundární účinky se nazývají klimatické zpětné vazby. Mezi samoposilující zpětné vazby patří například tání ledu odrážejícího sluneční záření a také vyšší evapotranspirace. Tento druhý účinek zvyšuje průměrný obsah vodní páry v atmosféře, která je sama o sobě skleníkovým plynem.
Vědci přesně nevědí, jak silné jsou tyto zpětné klimatické vazby. Proto je obtížné předpovědět přesné množství oteplení, které bude výsledkem daného zvýšení koncentrace skleníkových plynů. Pokud se ukáže, že citlivost klimatu je na vyšší straně vědeckých odhadů, bude ještě obtížnější dosáhnout cíle Pařížské dohody, kterým je omezení globálního oteplování pod 2 °C.

Existují dva hlavní druhy klimatické citlivosti: přechodná klimatická citlivost je počáteční nárůst globální teploty při zdvojnásobení hladiny CO2 a rovnovážná klimatická citlivost je větší dlouhodobý nárůst teploty poté, co se planeta zdvojnásobení přizpůsobí. Klimatická citlivost se odhaduje několika metodami: přímým sledováním teploty a koncentrace skleníkových plynů od počátku průmyslové revoluce kolem roku 1750, pomocí nepřímých měření z dávné minulosti Země a simulací klimatu.

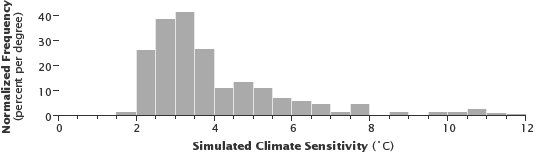
Asymetrické frekvenční rozdělení „citlivosti klimatu“ (pro dané radiační působení a změnu koncentrace oxidu uhličitého), založené na modelových simulacích z roku 2010. Několik simulací mělo za výsledek oteplení o méně než 2 °C - u spodní hranice odhadu Mezivládního panelu pro změnu klimatu (IPCC). Některé simulace mají za následek oteplení o podstatně více než o 4 °C, což je na horním konci odhadů IPCC. Tento obraz (statistiky nazývaný „rozdělení s koeficientem šikmosti napravo“) naznačuje, že pokud se koncentrace oxidu uhličitého zdvojnásobí, tak pravděpodobnost, že nastane velmi velké zvýšení teploty, je větší než pravděpodobnost velmi malého zvýšení.

## Základy
Množství energie, která se dostává na Zemi ve formě slunečního záření a která opouští Zemi ve formě tepelného záření do vesmíru, se musí vyrovnávat, jinak celkové množství tepelné energie na planetě v daném okamžiku stoupá nebo klesá, což má za následek, že planeta je celkově teplejší nebo chladnější. Příčinou nerovnováhy mezi množstvím příchozí a odchozí energie záření je tzv. radiační působení. Teplejší planeta vyzařuje teplo do vesmíru rychleji, a tak je nakonec dosaženo nové rovnováhy s vyšší teplotou a vyšším obsahem akumulované energie. Oteplování planety má však také zpětné účinky, které způsobují další oteplování v rámci prohlubující se zpětné vazby. Klimatická citlivost je měřítkem toho, jak velkou změnu teploty způsobí dané množství radiačního působení.

### Radiační působení
Radiační působení se obecně kvantifikuje ve wattech na metr čtvereční (W/m2) a průměruje se na nejsvrchnějším povrchu Země definovaném jako vrchol atmosféry. Velikost působení je specifická pro fyzikální faktor a je definována vzhledem k doprovodnému časovému rozpětí, které je pro její použití zajímavé. V kontextu příspěvku k dlouhodobé citlivosti klimatu od roku 1750 do roku 2020 je 50% nárůst atmosférického CO2 je charakterizováno působením přibližně +2,1 W/m2. V kontextu krátkodobějších příspěvků k energetické nerovnováze Země (tj. k rychlosti jejího ohřívání/ochlazování) mohou být časové intervaly zájmu tak krátké, jako je interval mezi vzorkováním dat z měření nebo simulací, a budou tedy pravděpodobně doprovázeny menšími hodnotami působení. Působení z takových výzkumů byly analyzovány a uváděny také v desetiletých časových měřítkách.
Radiační působení vede k dlouhodobým změnám globální teploty. K radiačnímu působení přispívá řada faktorů: zvýšené dopadající záření v důsledku skleníkového efektu, proměnlivost slunečního záření v důsledku změn dráhy planety, změny slunečního záření, přímé a nepřímé účinky způsobené aerosoly (například změny albedu v důsledku oblačnosti) a změny ve využívání půdy (odlesňování nebo ztráta reflexní ledové pokrývky). V současném výzkumu je radiační působení skleníkových plynů dobře známo. I v roce 2019 přetrvávají velké nejistoty v případě aerosolů.

### Klíčové údaje
Hladina oxidu uhličitého (CO2) vzrostla z 280 ppm v 18. století, kdy lidé v průmyslové revoluci začali spalovat značné množství fosilních paliv, jako je uhlí, na více než 415 ppm v roce 2020. Protože CO2 je skleníkový plyn, brání tepelné energii v odchodu ze zemské atmosféry. V roce 2016 vzrostla hladina CO2 v atmosféře o 45 % oproti předindustriálnímu období a radiační síla způsobená zvýšeným množstvím CO2 byla již o více než 50 % vyšší než v předindustriální době, a to v důsledku nelineárních efektů. Mezi začátkem průmyslové revoluce v 18. století a rokem 2020 vzrostla teplota Země o něco málo přes jeden stupeň Celsia.

### Společenský význam
Vzhledem k tomu, že náklady na zmírňování změny klimatu do značné míry závisí na tom, jak rychle je třeba dosáhnout uhlíkové neutrality, mohou mít odhady citlivosti klimatu důležité ekonomické a politické důsledky. Jedna studie naznačuje, že snížení nejistoty hodnoty pro přechodnou klimatickou reakci (TCR) na polovinu by mohlo ušetřit biliony dolarů. Vyšší klimatická citlivost by znamenala dramatičtější nárůst teploty, a proto je rozumnější přijmout významná opatření v oblasti klimatu. Pokud se ukáže, že klimatická citlivost je na horní hranici toho, co vědci odhadují, nebude možné dosáhnout cíle Pařížské dohody omezit globální oteplování výrazně pod 2 °C a nárůst teploty tuto hranici přinejmenším dočasně překročí. Jedna studie odhaduje, že emise nebude možné snížit dostatečně rychle, aby bylo možné dosáhnout cíle 2 °C, pokud bude rovnovážná citlivost klimatu (dlouhodobá míra) vyšší než 3,4 °C. Čím citlivější je klimatický systém na změny koncentrací skleníkových plynů, tím pravděpodobnější je, že budou desetiletí, kdy budou teploty mnohem vyšší nebo mnohem nižší než dlouhodobý průměr.

## Faktory určující citlivost
Radiační síla způsobená zdvojnásobením hladiny CO2 v atmosféře (z předindustriální hodnoty 280 ppm) je přibližně 3,7 wattu na metr čtvereční (W/m2). Při absenci zpětných vazeb by tato energetická nerovnováha nakonec vedla ke globálnímu oteplení zhruba o 1 °C. Toto číslo lze jednoduše vypočítat pomocí Stefanova-Boltzmannova zákona a je nesporné.
Další příspěvek vyplývá z klimatických zpětných vazeb, a to jak kladných, tak záporných. Nejistota v odhadech citlivosti klimatu je zcela dána modelováním zpětných vazeb v klimatickém systému, včetně zpětné vazby vodní páry, zpětné vazby ledové pokrývky, zpětné vazby oblačnosti a zpětné vazby rychlosti lapse. Vyrovnávací zpětné vazby mají tendenci působit proti oteplování tím, že zvyšují rychlost, s jakou je energie vyzařována do vesmíru z teplejší planety. Zhoršující zpětné vazby oteplování zvyšují; například vyšší teploty mohou způsobit tání ledu, což zmenšuje jeho plochu a množství slunečního záření, které led odráží, což má následně za následek menší vyzařování tepelné energie zpět do vesmíru. Citlivost klimatu závisí na rovnováze mezi těmito zpětnými vazbami.

## Typy citlivosti klimatu
V závislosti na časovém měřítku existují dva hlavní způsoby, jak definovat citlivost klimatu: krátkodobá přechodná klimatická odezva (TCR) a dlouhodobá rovnovážná klimatická citlivost (ECS), přičemž obě zahrnují oteplení způsobené pozitivními zpětnými vazbami. Nejedná se o diskrétní kategorie, ale překrývají se. Citlivost na zvýšení koncentrace CO2 v atmosféře se měří velikostí změny teploty při zdvojnásobení koncentrace CO2 v atmosféře.
Ačkoli se termín „citlivost klimatu“ obvykle používá pro citlivost na radiační působení způsobené nárůstem atmosférického CO2, jedná se o obecnou vlastnost klimatického systému. Radiační nerovnováhu mohou způsobovat i další činitele. Klimatická citlivost je změna povrchové teploty vzduchu na jednotku změny radiačního působení, a parametr klimatické citlivostise proto vyjadřuje v jednotkách °C/(W/m2). Klimatická citlivost je přibližně stejná bez ohledu na příčinu radiačního působení (např. skleníkové plyny nebo kolísání slunečního záření). Pokud je klimatická citlivost vyjádřena jako změna teploty pro dvojnásobnou úroveň atmosférického CO2 oproti předindustriálnímu období, jsou jejími jednotkami stupně Celsia (°C).

### Přechodná klimatická odezva (TCR)
Přechodná klimatická odezva (TCR) je definována jako „změna globální průměrné povrchové teploty, zprůměrovaná za období 20 let, se středem v době zdvojnásobení koncentrace oxidu uhličitého v atmosféře, v simulaci klimatického modelu“, ve kterém se koncentrace CO2 v atmosféře zvyšuje o 1 % ročně.Tento odhad je vytvořen pomocí krátkodobějších simulací. Přechodná odezva je nižší než rovnovážná citlivost klimatu, protože pomalejší zpětné vazby, které zhoršují nárůst teploty, potřebují více času, aby plně reagovaly na zvýšení koncentrace CO2 v atmosféře. Například hlubokému oceánu trvá mnoho staletí, než po poruše dosáhne nového ustáleného stavu, během něhož nadále slouží jako chladič, který ochlazuje horní část oceánu. Podle literárního hodnocení IPCC se TCR pravděpodobně pohybuje mezi 1 °C a 2,5 °C.
Souvisejícím měřítkem je přechodná odezva klimatu na kumulativní emise uhlíku (TCRE), což je globálně zprůměrovaná změna povrchové teploty po emisi 1000 GtC CO2, která jako taková zahrnuje nejen zpětnou vazbu teploty na forcing, ale také zpětnou vazbu cyklu uhlíku a uhlíkového cyklu.

### Rovnovážná klimatická citlivost (ECS)

Rovnovážná citlivost klimatu závisí na stavu klimatu.

Rovnovážná citlivost klimatu (ECS) je dlouhodobý nárůst teploty (rovnovážná globální průměrná teplota vzduchu při povrchu Země), který se očekává v důsledku zdvojnásobení koncentrace CO2 v atmosféře (ΔT2×). Jedná se o předpověď nové globální průměrné teploty vzduchu při povrchu, jakmile se koncentrace CO2 přestane zvyšovat a většina zpětných vazeb bude mít čas plně se projevit. Dosažení rovnovážné teploty může trvat staletí nebo dokonce tisíciletí po zdvojnásobení koncentrace CO2. ECS je vyšší než TCR kvůli krátkodobým vyrovnávacím účinkům oceánů. K odhadu ECS se používají počítačové modely. Komplexní odhad znamená, že modelování celého časového období, během něhož významné zpětné vazby nadále mění globální teploty v modelu, například plně vyrovnávající teploty oceánů, vyžaduje spuštění počítačového modelu, který pokrývá tisíce let. Existují však metody méně náročné na výpočetní výkon.
Šestá hodnotící zpráva IPCC (AR6) uvádí, že existuje vysoká míra jistoty, že ECS se pohybuje v rozmezí 2,5 °C až 4 °C, přičemž nejlepší odhad je 3 °C.
Vzhledem k dlouhému časovému měřítku, které je s ECS spojeno, je pravděpodobně méně relevantním měřítkem pro politická rozhodnutí týkající se změny klimatu.

#### Efektivní citlivost klimatu
Běžnou aproximací rovnovážné klimatické citlivosti je efektivní rovnovážná citlivost klimatu, což je odhad rovnovážné citlivosti klimatu pomocí údajů z modelového klimatického systému nebo z pozorování reálného světa, který ještě není v rovnováze. Odhady předpokládají, že čistý zesilující účinek zpětných vazeb, měřený po určitém období oteplování, zůstane po něm konstantní, což nemusí být nutně pravda, protože zpětné vazby se mohou s časem měnit, v mnoha klimatických modelech zpětné vazby s časem sílí, a proto je efektivní klimatická citlivost nižší než skutečná ECS.

### Citlivost zemského systému (ESS)
Rovnovážná klimatická citlivost (ECS) podle definice nezahrnuje zpětné vazby, které se projevují až po tisíciletích, jako jsou dlouhodobé změny zemského albeda v důsledku změn ledových příkrovů a vegetace. Zahrnuje pomalou reakci oteplování hlubin oceánů, která rovněž trvá tisíciletí, a proto ECS neodráží skutečné budoucí oteplování, k němuž by došlo, pokud by se CO2 stabilizoval na dvojnásobku předindustriálních hodnot. Citlivost zemského systému (ESS) zahrnuje účinky těchto pomalejších zpětných vazeb, jako je změna albedu Země v důsledku tání velkých kontinentálních ledovců, které pokrývaly velkou část Severní polokoule během posledního ledovcového maxima a stále pokrývají Grónsko a Antarktidu. Zahrnuty jsou také změny albedo v důsledku změn vegetace a také změny v oceánské cirkulaci. Díky dlouhodobějším zpětnovazebným smyčkám je ESS větší než ECS, možná až dvakrát větší. Při odhadu ESS se používají údaje z geologické historie Země. Rozdíly mezi současnými a dávnými klimatickými podmínkami znamenají, že odhady budoucího ESS jsou velmi nejisté. Na rozdíl od ECS a TCR není do definice ESS zahrnut uhlíkový cyklus, ale jsou zahrnuty všechny ostatní prvky klimatického systému.

## Citlivost na povahu působení
Různé činitele, jako jsou skleníkové plyny a aerosoly, lze porovnávat pomocí jejich radiačního působení, tedy počáteční radiační nerovnováhy zprůměrované pro celou zeměkouli. Citlivost klimatu je velikost oteplení na zářivý faktor. V prvním přiblížení nezáleží na příčině radiační nerovnováhy, zda se jedná o skleníkové plyny nebo něco jiného. Radiační působení jiných zdrojů než CO2 však může způsobit o něco větší nebo menší oteplení povrchu než obdobné radiační působení CO2. Velikost zpětné vazby se liší hlavně proto, že působení není rovnoměrně rozloženo po celé zeměkouli. Působení, které zpočátku ohřívá severní polokouli, pevninu nebo polární oblasti, má silnější systematický účinek na změnu teploty než ekvivalentní působení CO2, které je rovnoměrněji rozloženo po celé zeměkouli. Je to proto, že tyto oblasti mají více samoposilujících zpětných vazeb, jako je například zpětná vazba led-albedo. Několik studií naznačuje, že aerosoly emitované člověkem jsou při změně globálních teplot účinnější než CO2 a sopečné vlivy jsou méně účinné. Když se citlivost klimatu na vlivy CO2 odhaduje pomocí historických teplot a vlivů (způsobených směsí aerosolů a skleníkových plynů) a tento vliv se nebere v úvahu, je citlivost klimatu podhodnocena.

## Závislost na stavu
Citlivost klimatu byla definována jako krátkodobá nebo dlouhodobá změna teploty v důsledku zdvojnásobení koncentrací CO2, ale existují důkazy, že citlivost klimatického systému Země není konstantní. Planeta má například polární led a vysokohorské ledovce. Dokud světový led zcela neroztaje, zhoršující se zpětná vazba mezi ledem a ledovcem způsobuje, že systém je celkově citlivější. V historii Země se předpokládá, že v několika obdobích pokrýval sníh a led téměř celou zeměkouli. Ve většině modelů „Země sněhové koule“ byly části tropů alespoň občas bez ledové pokrývky. Jak led postupoval nebo ustupoval, citlivost klimatu musela být velmi vysoká, protože velké změny v ploše ledové pokrývky by způsobily velmi silnou zpětnou vazbu led-led. Předpokládá se, že sopečné změny složení atmosféry poskytly radiační sílu potřebnou k úniku ze stavu sněhové koule.
V průběhu čtvrtohor (posledních 2,58 milionu let) klima oscilovalo mezi glaciály, z nichž poslední je poslední glaciální maximum, a dobami meziledovými, z nichž poslední je současný holocén, ale citlivost klimatu v tomto období je obtížné určit. Paleocenní–eocenní teplotní maximum, které nastalo před přibližně 55,5 miliony let, bylo neobvykle teplé a mohlo se vyznačovat nadprůměrnou citlivostí klimatu.
Citlivost klimatu se může dále měnit, pokud dojde k překročení zlomových bodů. Je nepravděpodobné, že by zlomové body způsobily krátkodobé změny citlivosti klimatu. Pokud dojde k překročení bodu zvratu, očekává se, že citlivost klimatu se změní v časovém měřítku subsystému, který dosáhne svého bodu zvratu. Zejména pokud existuje více vzájemně se ovlivňujících bodů zvratu, může být obtížné zvrátit přechod klimatu do nového stavu.
Dvě nejběžnější definice citlivosti klimatu specifikují stav klimatu: ECS a TCR jsou definovány pro zdvojnásobení vzhledem k úrovni CO2 v předindustriální éře. Vzhledem k možným změnám citlivosti klimatu se může klimatický systém po druhém zdvojnásobení CO2 oteplit o jiné množství než po prvním zdvojnásobení. Očekává se, že vliv jakékoli změny citlivosti klimatu bude v prvním století po uvolnění dalšího CO2 do atmosféry malý nebo zanedbatelný.

## Odhady

### Využitím dat z průmyslového věku (1750–současnost)
Citlivost klimatu lze odhadnout na základě pozorovaného nárůstu teploty, pozorovaného nárůstu obsahu tepla v oceánech a modelovaného nebo pozorovaného radiačního působení. Tyto údaje jsou propojeny pomocí jednoduchého modelu energetické bilance, který umožňuje vypočítat citlivost klimatu. Radiační působení se často modeluje, protože družice pro pozorování Země, které ho měří, existovaly pouze během části průmyslového věku (pouze od konce 50. let 20. století). Odhady citlivosti klimatu vypočtené pomocí těchto globálních energetických omezení jsou trvale nižší než odhady vypočtené pomocí jiných metod, mívají hodnotu přibližně 2 °C nebo i nižší.
Odhady přechodné klimatické odezvy (TCR), které byly vypočteny na základě modelů a pozorovacích dat, lze sladit, pokud se vezme v úvahu, že v polárních oblastech, které se oteplují rychleji než Země jako celek, se provádí méně měření teploty. Pokud se při vyhodnocování modelu použijí pouze oblasti, pro které jsou měření k dispozici, jsou rozdíly v odhadech TCR zanedbatelné.
Velmi jednoduchý klimatický model by mohl odhadnout citlivost klimatu na základě údajů z průmyslového věku tak, že by počkal, až klimatický systém dosáhne rovnováhy, a poté by změřil výsledné oteplení,ΔTeq (°C). Pak by bylo možné vypočítat rovnovážnou citlivost klimatu, S (°C), pomocí radiačního působení ΔF (W/m2) a naměřeného nárůstu teploty. Radiační síla vyplývající ze zdvojnásobení CO2, F2{\displaystyle \times }CO2, je poměrně dobře známý, přibližně 3,7 W/m2. Kombinací těchto informací získáme tuto rovnici:
{\displaystyle S=\Delta T_{eq}\times F_{2\times CO_{2}}/\Delta F}.
Klimatický systém však není v rovnováze, protože skutečné oteplování se opožďuje za rovnovážným oteplováním, a to zejména proto, že oceány přijímají teplo a trvá staletí nebo tisíciletí, než dosáhnou rovnováhy.[21] Odhad citlivosti klimatu na základě údajů z průmyslové éry vyžaduje úpravu výše uvedené rovnice. Skutečná síla, kterou atmosféra pociťuje, je radiační síla minus příjem tepla oceánem, H (W/m2), a tak lze odhadnout citlivost klimatu:
{\displaystyle S=\Delta T\times F_{2\times CO_{2}}/(\Delta F-H).}
Globální nárůst teploty mezi začátkem průmyslového období, což je rok 1750, a rokem 2011 činil přibližně 0,85 °C. V roce 2011 činil radiační účinek CO2 a dalších dlouhodobých skleníkových plynů (především methanu, oxidu dusného a chlorofluorouhlíku), které byly emitovány od 18. století, zhruba 2,8 W/m2. Vliv na klima, ΔF, obsahuje také příspěvky od sluneční aktivity (+0,05 W/m2), aerosolů (-0,9 W/m2), ozonu (+0,35 W/m2) a dalších menších vlivů, takže celkový vliv za průmyslové období činí 2,2 W/m2, podle nejlepšího odhadu Páté hodnotící zprávy IPCC z roku 2014, se značnou nejistotou. Absorpce tepla oceánem, odhadovaná ve stejné zprávě na 0,42 W/m2, dává hodnotu S 1,8 °C.

## Odlišné názory
Existují rozbory, které tvrdí, že existuje publikační zkreslení citlivostí klimatu (z asymetrie distribuce publikovaných citlivostí klimatu) a citlivost se nadhodnocuje. Uváděna bývá práce Rečkové a Iršové, která ovšem vychází z pouhých 16 článků. Pozdější práce, která byla udělána na větším vzorku, publikační zkreslení ohledně výsledných dat, jazykového stylu a přístupu ve vědě o klimatu jako celku vyvrací (byť ukazuje, že publikace s větším impakt faktorem publikují větší efekty na klima z nereprezentativních vzorků než robustnější publikace s menším IF, takže se více citují větší efekty), což také shrnuje na svých stránkách Carbon Brief novinář Leo Hickman.
Studie z roku 2021 ukazuje, že klimatické modely, které počítají s vysokou citlivostí klimatu, jsou méně pravděpodobné, a tak patrně nadhodnocené. Jako důvod je udáváno přeceňování chladicího účinku interakce mraků a aerosolů. Projekt vzájemného porovnávání spojených modelů (CMIP6) je tak nadále zkreslen.
Někteří vědci však tvrdí, že citlivost je pouze cca 0,5 °C, což však bylo převáženo mnoha jinými vědeckými pracemi.